# Carlos Takeshi
Carlos Takeshi Saito (São Paulo, 16 de junho de 1960) é um ator, dublador e apresentador de televisão brasileiro.
Foi dublador do personagem Jaspion, na série japonesa homônima. Também foi responsável pelas vozes brasileiras de Stanley Hilton (Comando Triplo Dolbuck), Shō Hayate/Change Griffon (Esquadrão Relâmpago Changeman), Tremmy de Flecha (Os Cavaleiros do Zodíaco) e Jackie Chan (Um Kickboxer muito Louco).
No teatro participou do Grupo Ponkã nos palcos paulistas e na peça M. Butterfly, no Rio de Janeiro.

## Filmografia

### Televisão
| Ano     | Título                                     | Papel                                                         | Notas                          |
| ------- | ------------------------------------------ | ------------------------------------------------------------- | ------------------------------ |
| 1981    | Os Imigrantes                              | Hiroshi                                                       | [ 5 ]                          |
| 1981    | Os Adolescentes                            | Jorge                                                         |                                |
| 1982    | Ninho da Serpente                          | Sato                                                          |                                |
| 1987    | Sassaricando                               | Shun Zen                                                      |                                |
| 1988    | Sampa                                      | Shigeo                                                        | [ 6 ]                          |
| 1988    | Bebê a Bordo                               | Xangai                                                        |                                |
| 1992    | Perigosas Peruas                           | Celsinho, o cabelereiro                                       | Episódio: "10 de fevereiro"    |
| 1993    | Sex Appeal                                 | Funcionário do Aeroporto que atrasa entrada de Angel no avião | Episódio: "2 de julho"         |
| 1994    | A Viagem                                   | Okida                                                         | [ 7 ]                          |
| 1995–07 | TV Shoptime                                | Apresentador                                                  |                                |
| 1995–08 | Telecurso 2000                             | Vários personagens                                            |                                |
| 1996    | O Rei do Gado                              | Olavo                                                         | [ 8 ]                          |
| 1997    | O Amor Está no Ar                          | Japonês                                                       | [ 9 ]                          |
| 1998    | Mulher                                     | Kimora                                                        | 1 episódio                     |
| 2005    | Belíssima                                  | Takae Shigeto                                                 | [ 10 ]                         |
| 2010    | Passione                                   | Ginecologista                                                 |                                |
| 2011    | Amor & Revolução                           | Nelson                                                        |                                |
| 2013    | Flor do Caribe                             | Turista                                                       | Episódio: "18 de março"        |
| 2013    | Pecado Mortal                              | Detetive Juvenal Brito                                        |                                |
| 2016    | Haja Coração                               | Japonês da Federal                                            | Episódio: "28 de julho"        |
| 2016    | Sol Nascente                               | Narito                                                        |                                |
| 2017    | Malhação: Viva a Diferença                 | Noboru Yamada                                                 |                                |
| 2018    | Brasil a Bordo                             | Xinguel                                                       |                                |
| 2019    | Bom Sucesso                                | Yuki Kojima                                                   | Episódios: "26–30 de setembro" |
| 2019    | Zorra                                      | Segurança                                                     | Episódio: "12 de outubro"      |
| 2019    | Amor sem Igual                             | Takashi                                                       |                                |
| 2020    | Spectros                                   | Celso Yamasaki                                                |                                |
| 2020    | As Five                                    | Noboru Yamada                                                 |                                |
| 2024    | Luccas Neto em - A Babá Operação Game Over | Jin Takahashi                                                 |                                |

### Cinema
| Ano  | Título                            | Papel                     | Notas          |
| ---- | --------------------------------- | ------------------------- | -------------- |
| 1981 | ...E a Vaca Foi Para o Brejo      |                           |                |
| 1987 | A Dama do Cine Shanghai           | Japonês                   | [ 12 ]         |
| 2005 | Gaijin - Ama-me Como Sou          | Vicente                   | [ 13 ]         |
| 2009 | Reykjavik Whale Watching Massacre | Nobuyoshi                 | [ 14 ]         |
| 2012 | Hooji                             | Pai                       | Curta-metragem |
| 2015 | O Nome do Dia                     | Pai                       | Curta-metragem |
| 2016 | Maverick: Manhunt Brazil          | Felix Raymond             |                |
| 2017 | Copa 181                          | Taná                      |                |
| 2017 | Paraíso Insólito                  |                           | Curta-metragem |
| 2019 | A Guiana Sumiu...                 | Presidente do Quirguistão | Curta-metragem |
| 2020 | Atração de Risco                  | Sr. Konish                |                |
| 2022 | Esposa de Aluguel                 | Pedro                     |                |